# Peter Blachstein

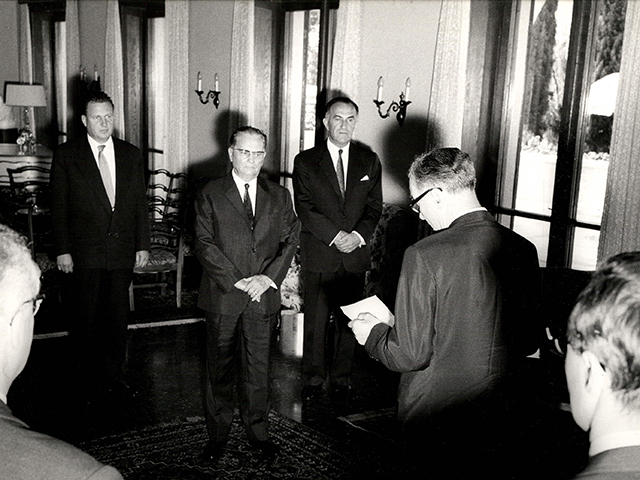
Peter Blachstein bei der offiziellen Akkreditierung als Botschafter durch den jugoslawischen Staatspräsidenten Josip Broz Tito in Brijuni, 1968

Peter Blachstein (* 30. April 1911 in Dresden; † 4. Oktober 1977 in Hamburg) war ein deutscher Politiker (SPD). Er war von 1968 bis 1969 Botschafter der Bundesrepublik Deutschland in Jugoslawien.

## Leben und Beruf
Der Sohn eines Textilkaufmanns besuchte das Gymnasium in Dresden, das er ohne Abitur verließ, und begann zunächst eine Buchhändlerlehre, die er jedoch auch nicht beendete. „Bereits während seiner Schulzeit tritt Blachstein der Deutsch-Jüdischen Jugendgemeinschaft (DJJG) bei, die 1922 als Jugendverband des Centralvereins deutscher Staatsbürger jüdischen Glaubens gegründet worden war. 1930 wird die DJJG-Gruppe Dresden in den Verband Kameraden-Deutsch-Jüdischer Wanderbund aufgenommen, dessen Bundesführer Peter Blachstein 1931/32 ist. Als sich der Wanderbund als Folge zunehmender Auseinandersetzungen zwischen rechten, nationalistischen Gruppierungen und dem sozialistischen Flügel Pfingsten 1932 auflöst, schließt sich Peter Blachstein der Freien Deutsch-Jüdischen Jugend an, die sich die Erziehung junger Juden zu einer sozialistischen Haltung und Gesinnung zur Aufgabe gemacht hat.“
Von 1929 bis 1933 studierte er mit einer Ausnahmegenehmigung des sächsischen Wissenschaftsministeriums in Dresden Germanistik und Wirtschaftswissenschaften mit dem Ziel, als Journalist arbeiten zu können. Er schrieb zu dieser Zeit schon für die Dresdner Volkszeitung, die Sozialistische Arbeiterzeitung aus Breslau und für die Jugendzeitschrift Junge Pioniere. Seine Artikel beschäftigten sich meist mit kulturellen Themen und sicherten ihm einen Nebenverdienst während des Studiums. Nebenbei absolvierte er ein Gaststudium für Schauspiel, Oper und Regie bei Erich Ponto, Josef Gielen und Fritz Busch. Nach der Abspaltung der Sozialistischen Arbeiterpartei (SAPD) von der SPD wurde Blachstein aktives Mitglied in deren Jugendorganisation, für die er das politische Kabarett „Die Nebelspalter“ aufbaute.
Im Mai 1933 wurde Blachstein mit 90 anderen SAPD-Gesinnungsgenossen verhaftet und bis August 1934 im KZ Hohnstein gefangen gehalten. Nach der Haftentlassung im Rahmen der Amnestie zu Hindenburgs Tod (siehe Hindenburg-Amnestie) wurde er zuerst unter Polizeiaufsicht gestellt und mit einem Berufsverbot belegt. Im Januar 1935 gelang ihm nach Empfehlung Walter Fabians die Flucht in die Tschechoslowakei. Von dort ging er im Herbst 1935 nach Oslo, wo er gemeinsam mit Willy Brandt für die Jugendorganisation des Londoner Büros arbeitete.

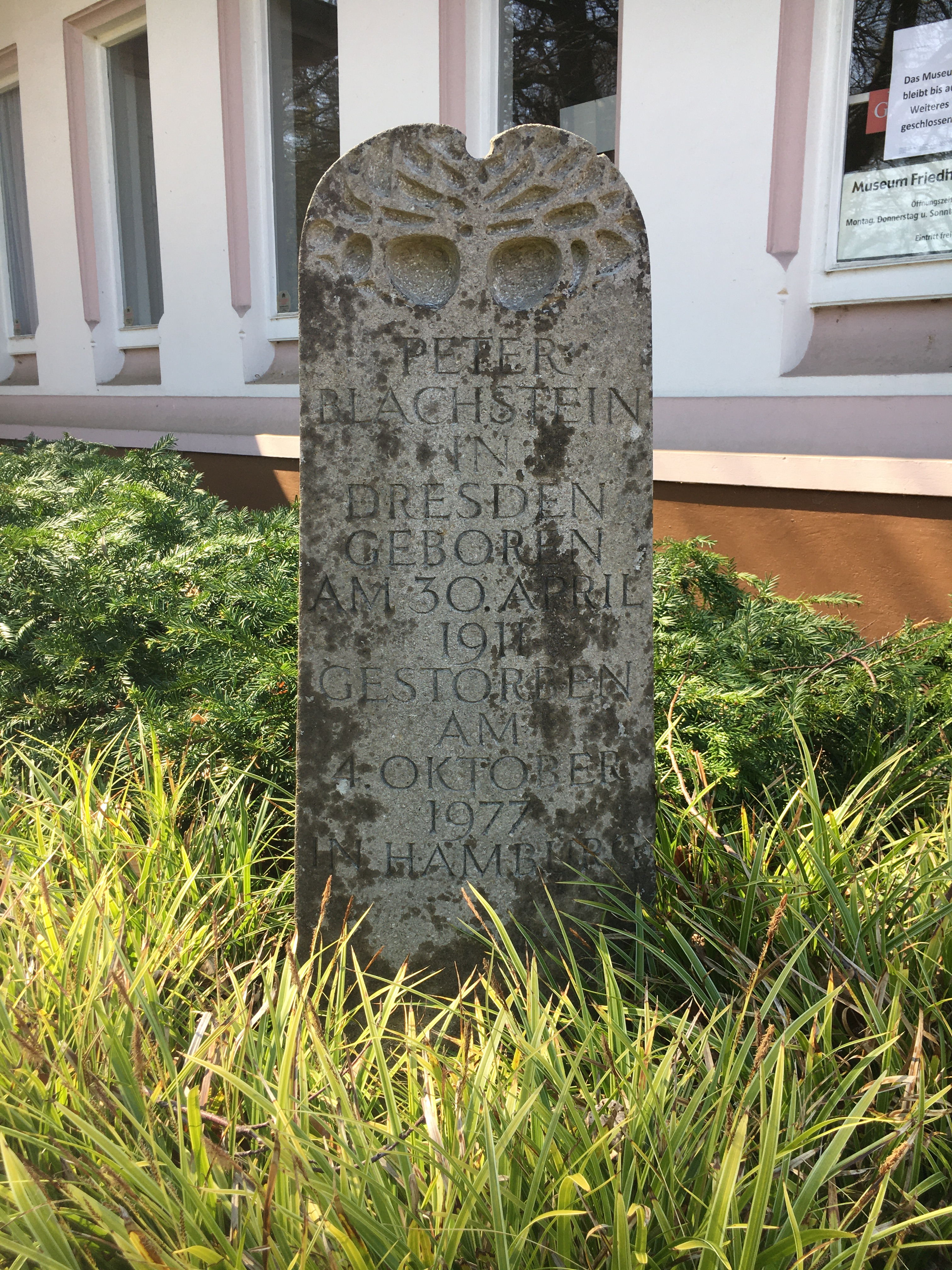
Grabstein am Friedhofsmuseum

Im November 1936 ging Peter Blachstein nach Spanien, wo er sich im Spanischen Bürgerkrieg der republikanischen Armee und der POUM anschloss, für letztere gab er deren deutschsprachige Zeitschrift Die Spanische Revolution mit heraus und beteiligte sich am Sender der POUM. In Barcelona wurde er 1937 nach seinem SAPD-Ausschluss von der stalinistischen PSUC gefangen genommen und bis zum Januar 1938 inhaftiert. Von dort aus gelang ihm über Frankreich die Flucht nach Norwegen, wo er ein Studium der Ökonomie, Geschichte und Literaturwissenschaft aufnahm, welches er nach der deutschen Besetzung Norwegens ab 1943 im schwedischen Uppsala weiterführte. Hier war er u. a. in der Landesgruppe deutscher Gewerkschafter aktiv.
Von 1945 bis 1947 arbeitete er in Stockholm für das International Rescue and Relief Committee, wo er Hilfssendungen für notleidende Deutsche organisierte, bis er im April 1947 nach Deutschland zurückkehrte.
Nach dem Zweiten Weltkrieg leitete Blachstein zeitweise das Feuilleton des Hamburger Echos und war von 1955 bis 1968 Mitglied im Verwaltungsrat des NDR. 1958 gründete er das Deutsche Komitee für spanische Flüchtlinge. 1968 wurde er Botschafter der Bundesrepublik Deutschland in Jugoslawien, wurde jedoch schon nach einem Jahr aus gesundheitlichen Gründen von diesem Amt entbunden. Als es ihm besser ging, trat er 1970 für zwei Jahre in das Presse- und Informationsamt der Bundesregierung ein. Danach war er bis zu seinem Tode als freier Journalist tätig. Peter Blachstein war Mitglied der Humanistischen Union, deren Beirat er angehörte.
Peter Blachstein wurde auf dem Friedhof Ohlsdorf beigesetzt. Die Grabstätte existiert nicht mehr, der Grabstein aber steht heute auf dem Gelände des Friedhofsmuseums am Haupteingang an der Fuhlsbüttler Straße.

## Partei
Blachstein schloss sich 1928 der SAJ, 1929 der SPD an. 1931 trat er mit einem Teil der Parteilinken der SAPD bei. Nach dem Verbot wurde er Leiter der illegalen Arbeit der Dresdner SAPD und des SJVD. Aus der SAPD wurde er gemeinsam mit Walter Fabian und Erwin Heinz Ackerknecht 1937 als Teil der Gruppe „Neuer Weg“ ausgeschlossen, deren Vertreter er in Spanien war.
Nach seinem Wiedereintritt in die SPD nach seiner Rückkehr aus dem Exil 1947 gehörte er zum linken Parteiflügel. 1948 wurde er Vorsitzender des Kreisverbandes Hamburg-Eimsbüttel. Im selben Jahr kam er in den Landesvorstand der SPD Hamburg, dem er bis 1976 angehörte. Er gehörte zu den Wortführern linker Kritik am Entwurf des Godesberger Programms. Auf dem Landesparteitag der SPD Hamburg im Januar 1970 sprach er sich gemeinsam mit Hans Apel, Jan Ehlers, Jens Litten und Wilhelm Nölling dagegen aus, dass sich der Axel Springer Verlag am Studio Hamburg, einer 100-prozentigen Tochtergesellschaft des Norddeutschen Rundfunks, beteiligt. Der Landesparteitag beschloss daraufhin eine Resolution, in der es unter anderem hieß: „Der Landesparteitag erwartet, daß sich alle Entscheidungsgremien des NDR und seiner Tochtergesellschaften entschieden gegen die geplante Transaktion in der gegenwärtigen Form wenden.“

## Über Nationalsozialisten und Kommunisten
Blachstein unterschied KZ und GULag: 

„Sklavereisysteme: Es ist nicht Vernichtung durch Arbeit, was das Kennwort des KZ-Systems war, sondern ‚Arbeit ohne Rücksicht auf Vernichtung’. Deshalb fehlt dem russischen System auch der Zug der absichtlichen Grausamkeit und der Tötungswut, die den SS-Lagern charakteristisch war und die nur durch den Vernichtungs- und Ausrottungszweck erklärbar sind. (1948)“

## Abgeordneter
Blachstein war von 1949 bis zur Niederlegung seines Mandates am 31. Mai 1968 Mitglied des Deutschen Bundestages und gehörte auch den beratenden Versammlungen von WEU und Europarat an.
Peter Blachstein wurde bei der Bundestagswahl 1949 im Wahlkreis Hamburg I in den Bundestag gewählt. 1953 zog er über die Landesliste Hamburg und sonst stets als direkt gewählter Abgeordneter des  Wahlkreises Hamburg III bzw. 1965 des Wahlkreises Eimsbüttel in den Bundestag ein. Beim Versuch, 1969 erneut Bundestagskandidat in Eimsbüttel zu werden, setzte er sich zwar im Kreisverband durch, unterlag aber auf der Landesdelegiertenkonferenz gegen Wilhelm Nölling.

## Veröffentlichungen
- Ein Prozeß, Tiden Norsk Verlag, Oslo 1938.
- In uns lebt die Fahne der Freiheit. Zeugnisse zum frühen Konzentrationslager Burg Hohnstein. Eingel. und bearb. von Norbert Haase und Mike Schmeitzner (= Lebenszeugnisse – Leidenswege, Heft 18). Stiftung Sächs. Gedenkstätten, Dresden 2005, ISBN 3934382169.